# 正道王
正道王（まさみちおう、弘仁13年（822年） - 承和8年6月11日（841年7月3日））は、平安時代初期の皇族。淳和天皇の孫。中務卿・恒世親王の長男。官位は従四位下・武蔵守。

## 経歴
父方の祖母・高志内親王は、平城・嵯峨両天皇の同母兄弟であり、王自身も皇位継承の有力な資格者の1人であった。父・恒世親王の没後は祖父・淳和天皇の養子となって祖父によって育てられ、後に仁明天皇の養子となって鍾愛され、常に天皇の身近に近侍した。
承和4年（837年）内裏殿上において元服の儀式が行われ、従四位下に直叙された。承和6年（839年）侍従、次いで翌承和7年（840年）武蔵守に任ぜられる。承和7年（840年）に祖父・淳和上皇が崩御するが、翌承和8年（841年）6月11日卒去。享年20。最終官位は武蔵守従四位下。

## 官歴
『続日本後紀』による。
- 承和4年（837年） 8月26日：元服、従四位下（直叙）
- 承和6年（839年） 閏正月2日：侍従
- 承和7年（840年） 正月30日：武蔵守
- 承和8年（841年） 6月11日：卒去（武蔵守従四位下）